# Toledo (Oregon)
Toledo és una població dels Estats Units a l'estat d'Oregon. Segons el cens del 2000 tenia 3.472 habitants.

## Demografia
Segons el cens del 2000, Toledo tenia 3.472 habitants, 1.312 habitatges, i 926 famílies. La densitat de població era de 617,8 habitants per km².
Dels 1.312 habitatges en un 37,7% hi vivien nens de menys de 18 anys, en un 51,5% hi vivien parelles casades, en un 14% dones solteres, i en un 29,4% no eren unitats familiars. En el 23% dels habitatges hi vivien persones soles el 9,5% de les quals corresponia a persones de 65 anys o més que vivien soles. El nombre mitjà de persones vivint en cada habitatge era de 2,65 i el nombre mitjà de persones que vivien en cada família era de 3,05.
Per edats la població es repartia de la següent manera: un 29,6% tenia menys de 18 anys, un 6,9% entre 18 i 24, un 32% entre 25 i 44, un 20,9% de 45 a 60 i un 10,6% 65 anys o més.
L'edat mediana era de 34 anys. Per cada 100 dones de 18 o més anys hi havia 92,7 homes.
La renda mediana per habitatge era de 34.503$ i la renda mediana per família de 39.597$. Els homes tenien una renda mediana de 35.104$ mentre que les dones 22.297$. La renda per capita de la població era de 14.710$. Aproximadament el 18,6% de les famílies i el 19,3% de la població estaven per davall del llindar de pobresa.

## Poblacions properes
El següent diagrama mostra les poblacions més properes.